# کلیسای جامع فرشته مقرب
کلیسای جامع فرشته مقرب (روسی: Архангельский собор) یک کلیسای ارتدکس روسی در شهر مسکو، روسیه است.
این کلیسا که در سال ۱۵۰۸ میلادی براساس معماری روسی ساخته شده دارای یک گنبد بزرگ و سه گنبد کوچک می‌باشد.

## نگارخانه

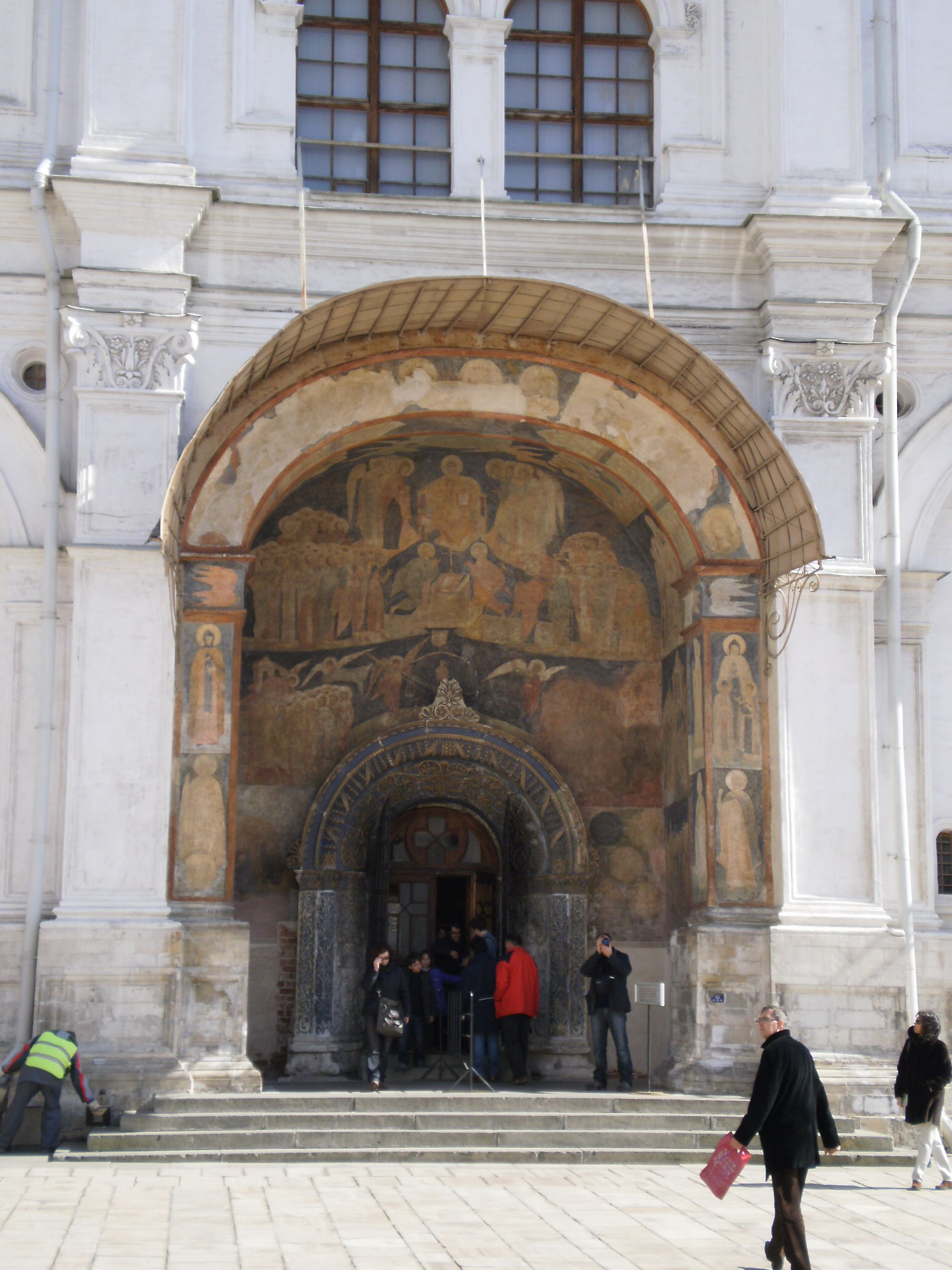
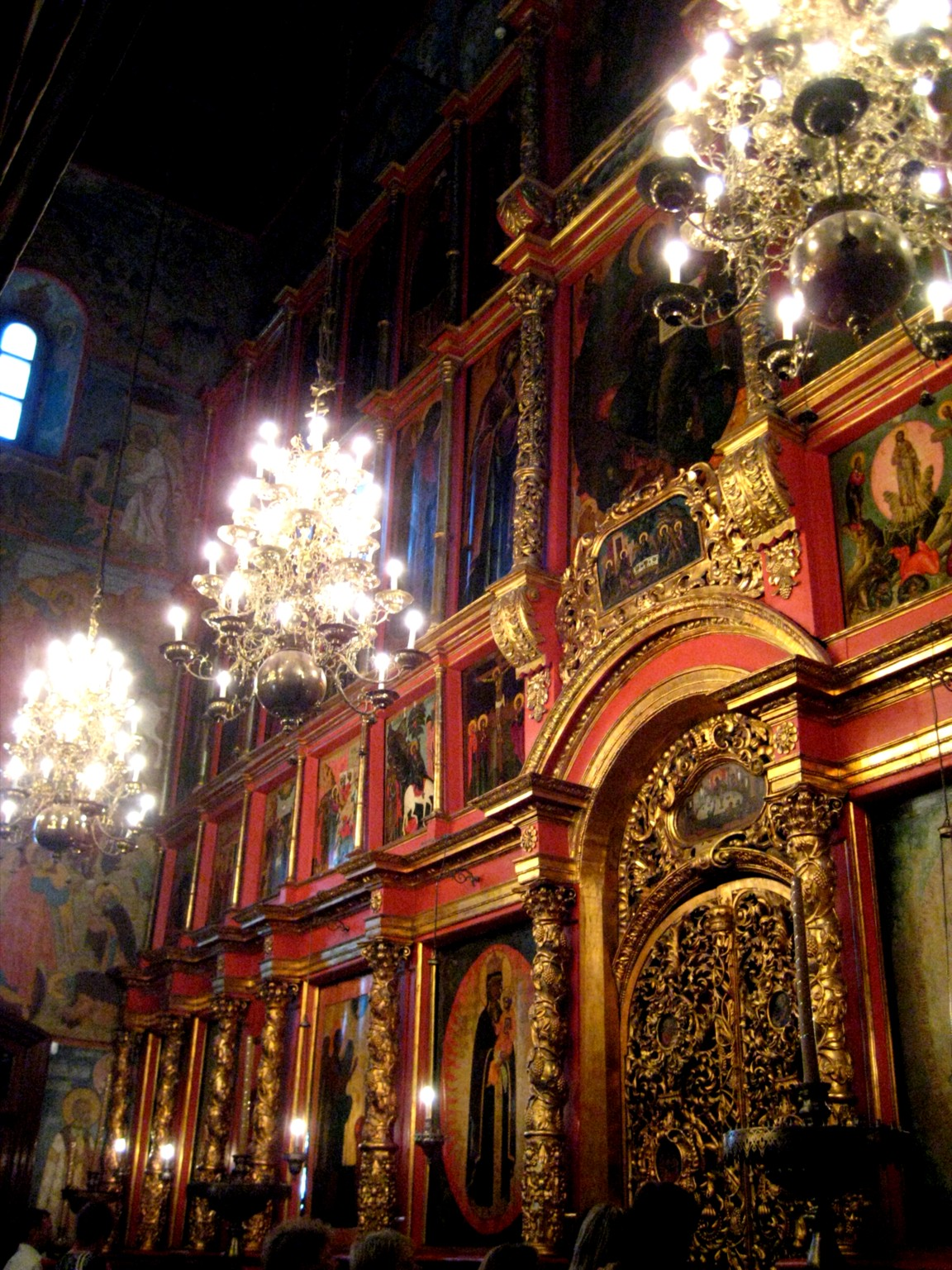
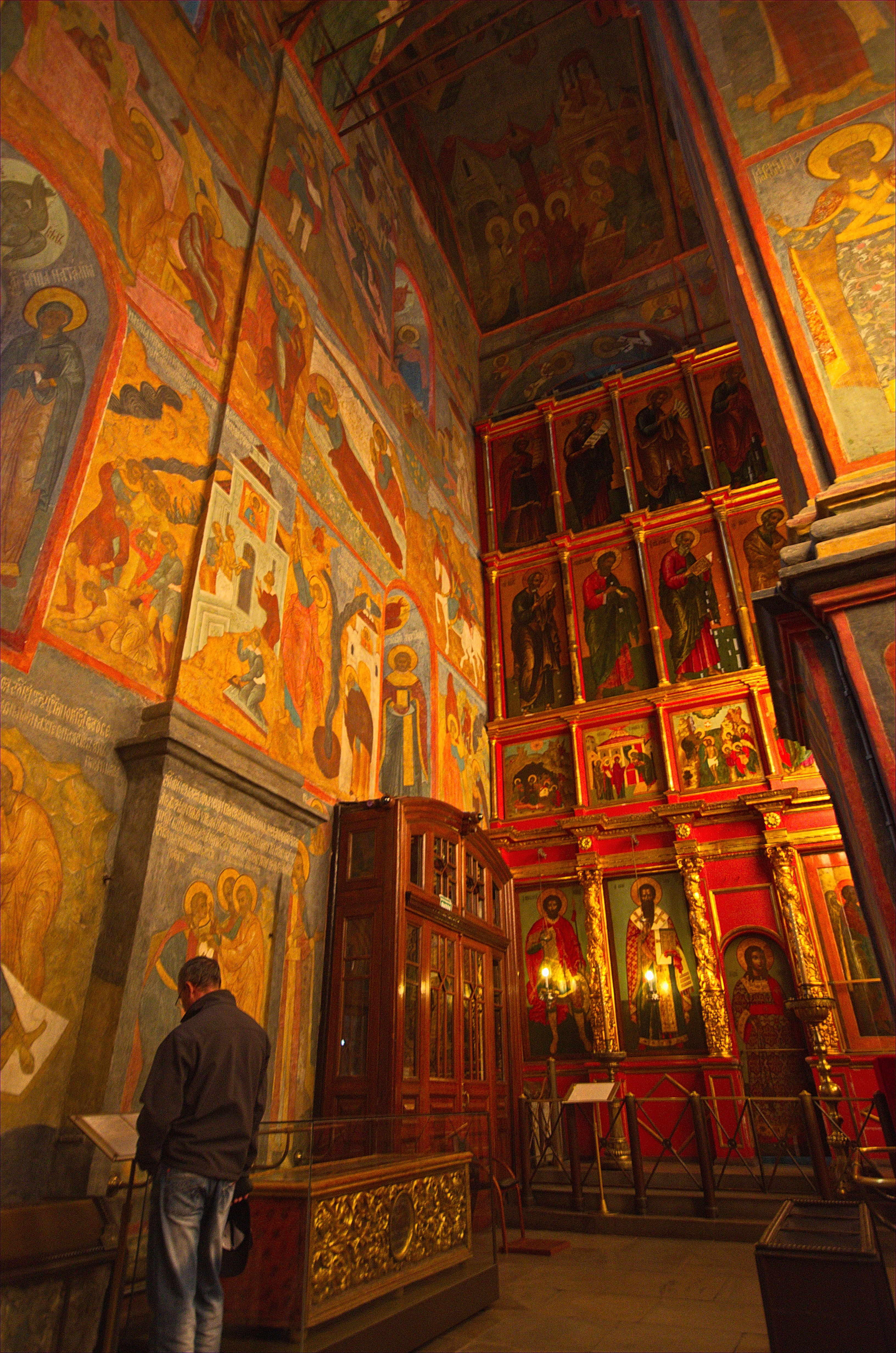
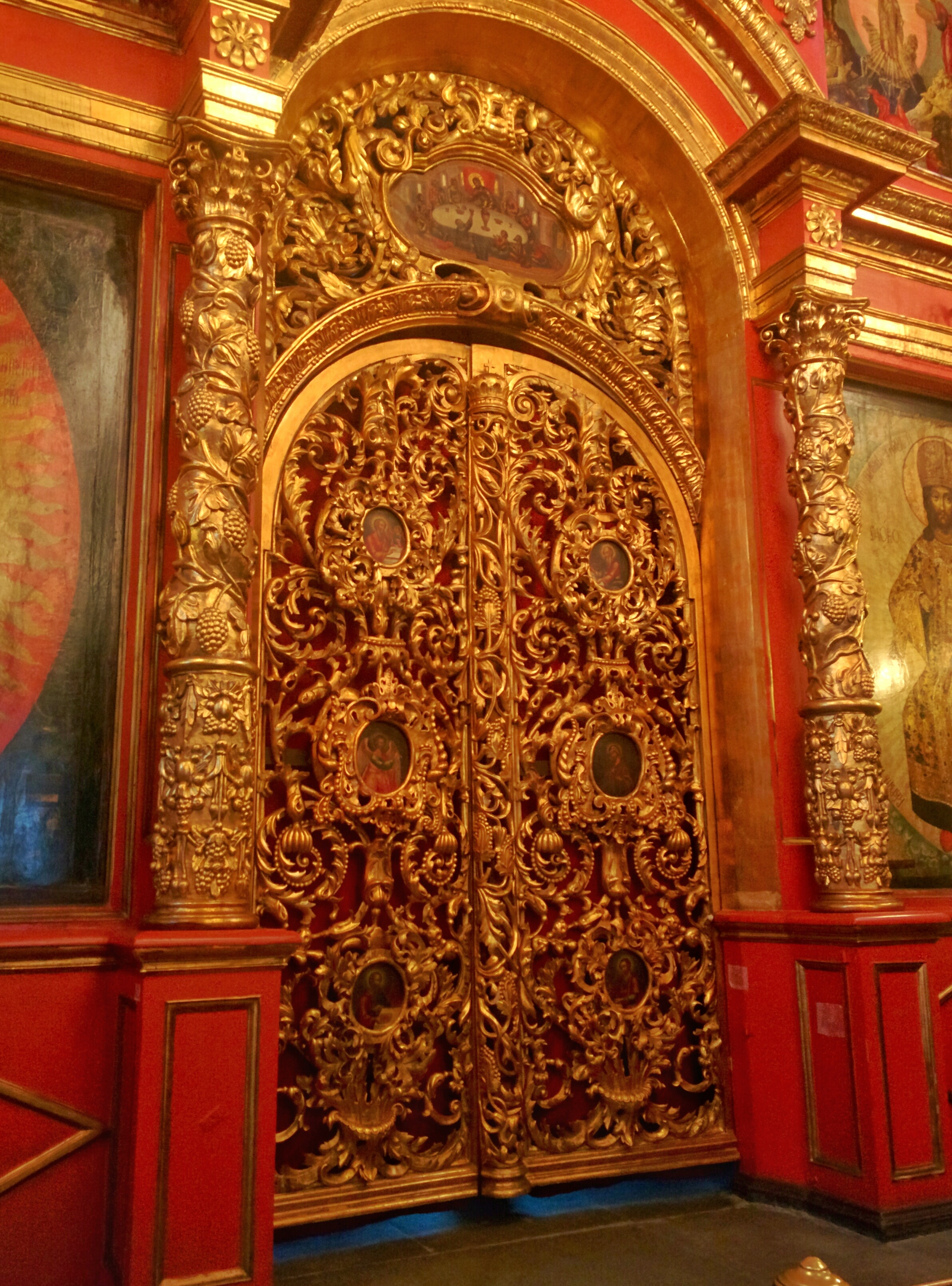
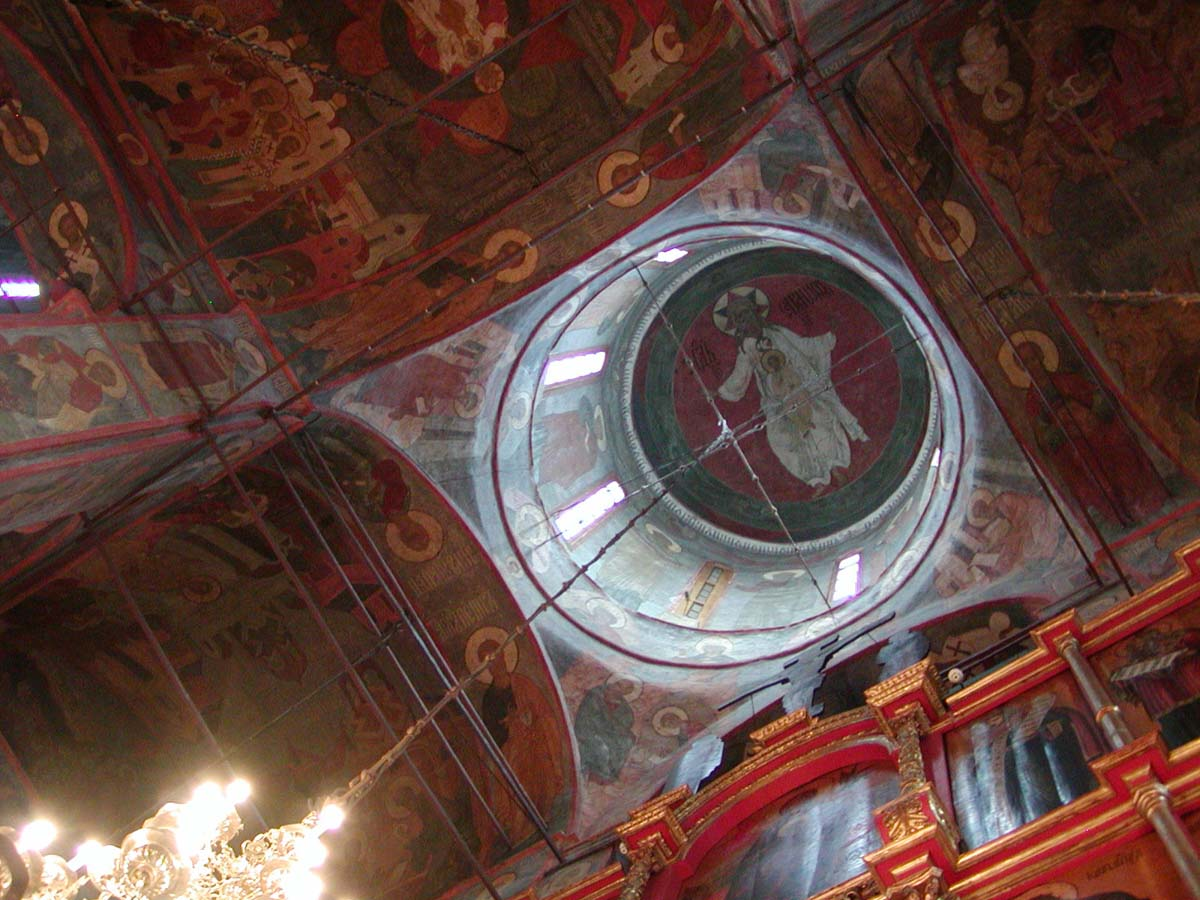